# Étienne Levasseur
Pour les articles homonymes, voir Levasseur.
Étienne Levasseur, né en 1721 et mort le 8 décembre 1798 à Paris, est un maître ébéniste français.

## Biographie
Étienne Levasseur naît en 1721. Après avoir travaillé chez l'un des fils de Boulle, il s'installe comme ouvrier privilégié rue du Faubourg Saint-Antoine, au Cadran bleu. Il devient maître-ébéniste le 2 avril 1767. Ses œuvres connues sont toutes de style néo-classique, tant dans ses formes architecturales que dans ses arabesques. Il se spécialise dans la marqueterie Boulle. Sous la direction du marchand-mercier Claude-François Julliot, il réalise des chefs-d'œuvre aussi rares en laiton et en écaille que le secrétaire du comte de Luc (château de Windsor, Berks, Royal Col.) et la commode (Château de Versailles) pour le comte d'Artois. Il répare de nombreux meubles d'André-Charles Boulle, et en réalise plusieurs dans le même style, parfois à partir de dessins de l'ébéniste Alexandre-Jean Oppenord (1639-1715) et de Boulle (par exemple, book-cabinet ; Londres, Wallace).